# 苏瓦泽
苏瓦泽（法語：Soizé，法語發音：[swaze]）是法国厄尔-卢瓦省的一个旧市镇，位于该省西部，属于诺让勒罗特鲁区。2019年，苏瓦泽并入市镇欧通迪佩尔什。

## 地理
苏瓦泽（48°10'3"N, 0°53'14"E）面积18.13 平方千米，位于法国中央-卢瓦尔河谷大区厄尔-卢瓦省，该省份为法国北部内陆省份，北起顺时针与厄尔省、伊夫林省、埃松省、卢瓦雷省、卢瓦-谢尔省、萨尔特省和奧恩省接壤。
与苏瓦泽接壤的市镇（或旧市镇、城区）包括：圣于尔法斯、拉巴佐什古埃、沙博尼耶尔、圣博梅、欧通迪佩尔什。
苏瓦泽的时区为UTC+01:00、UTC+02:00（夏令时）。

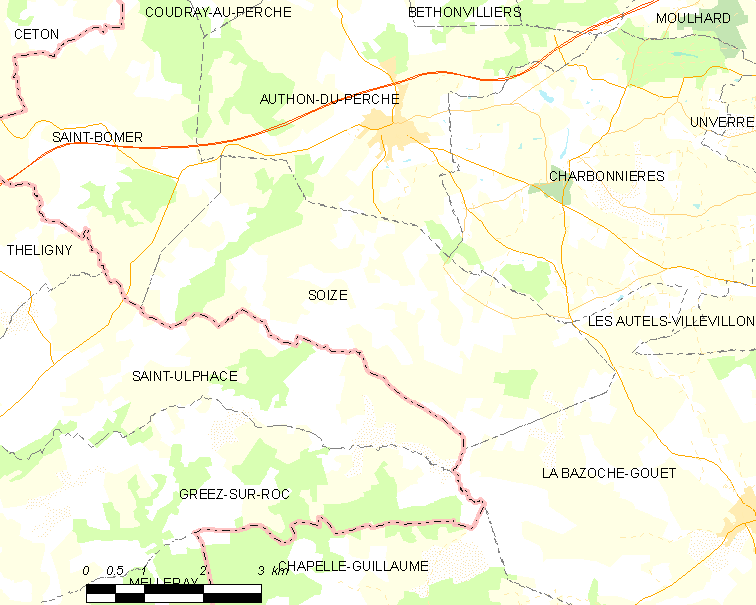
苏瓦泽的OSM定位图

## 行政
苏瓦泽的邮政编码为28330，INSEE市镇编码为28376。

## 政治
苏瓦泽所属的省级选区为布鲁县。

## 人口

1962-2008年间苏瓦泽人口变化图示

苏瓦泽于2018年1月1日时的人口数量为320人。